# اینفینیدات
اینفینیدات (انگلیسی: Infinidat) شرکت فناوری اطلاعات آمریکایی است، که در سال ۲۰۱۲ تأسیس شد.